# Nowaja Hoża
Nowaja Hoża (biał. Новая Гожа; ros. Новая Гожа, Nowaja Goża) – wieś na Białorusi, w obwodzie grodzieńskim, w rejonie grodzieńskim, w sielsowiecie Hoża.
Powstała po 1927.